# 아프리카 (밴드)
아프리카(A-FRICA)는 대한민국의 록 밴드이다. 1998년에 결성되어 2006년 1집 앨범 [Rock N Roll Music]으로 데뷔했다.

## 수상
- K-Rock 챔피언십 핫뮤직상 (2003)